# Яворовий потік (притока Рандової)
Яворовий Потік (словац. Javorový potok) — річка в Словаччині, ліва притока Рандової, протікає в окрузі Наместово.
Довжина — 5 км.
Витікає з масиву Оравські Бескиди на схилі гори Сушави на висоті 1140 метрів.
Впадає у Рандову біля села Мутне на висоті 765 метрів.